# Sethos I.
Sethos I. (* um 1323 v. Chr.; † 1279 v. Chr.) – auch Seti – war ein ägyptischer König (Pharao) während des Neuen Reiches und der zweite Herrscher der 19. Dynastie, der von 1290 bis 1279 v. Chr. regierte. Er war der Sohn und Mitregent von Ramses I. und Vater von Ramses II., den er selbst im Alter von fünfzehn Jahren zu seinem Mitregenten machte.

## Familie
- Vater: Ramses I.
- Mutter: Satre
- Ehefrau und Große königliche Gemahlin: Tuja
- Söhne: Nebenchasetnebet und Ramses II.
- Töchter: Tia

Henutmire – die lange für seine leibliche Tochter gehalten wurde – war wahrscheinlich eine zur Großen königlichen Gemahlin erhobene Tochter von Ramses II.

## Zum Eigennamen
Die Herkunft der Familie von Sethos I. ist bislang ungeklärt, doch verweist sein Eigenname auf Unterägypten, da in Oberägypten, insbesondere in Abydos, die Gottheit Seth als Osiris-Mörder geächtet war. Ramses II. verwies in einem seiner Denksteine auf die Männer der Familie seines Vaters Sethos I., die den Namen Seth trugen sowie auf die mythologische Rolle der Region Auaris und der dortigen Seth-Verehrung.
Für seinen Eigennamen dürften ergänzend die Tätigkeiten der Familie von Sethos I. mitverantwortlich sein. Unter Haremhab führte Sethos I. ebenso wie sein Vater Ramses I. unter anderem den Titel Oberst und war in dieser Funktion mit militärischen Aufgaben betraut. Bei seiner Thronbesteigung nannte er aufgrund des Osirismythos die Gottheit Amun-Re als Vater, auf dessen Befehl die Schicksalsmächte ihn auf den Thron führten.
Sethos I. vermied es, die Gottheit Seth als seinen persönlichen Schutzgott zu erklären. Als Geliebt von Isis und in Gedenken an Osiris verwendete er zumeist außerhalb Unterägyptens und in seinem Grab für seinen Eigennamen eine andere Schreibung.

## Herrschaft
Sethos I. nannte sein erstes Regierungsjahr „Wiedergeburt Ägyptens“. Er bezog sich mit dieser Formulierung auf die „Herrschaftsdauer der Sünde“ (Echnaton bis Tutanchamun), ohne jedoch seine Vorgänger namentlich zu erwähnen. Das genaue Datum der Krönung von Sethos I. fehlt, lässt sich aber auf den Zeitraum zwischen dem 29. Peret IV und 17. Schemu I eingrenzen, da für Ramses I. auf einem Denkstein der 20. Peret II. in dessen zweiten Regierungsjahr vermerkt ist. Die Inschriften auf einer Stele aus Karnak vom 1. Achet II (30. Juli 1290 v. Chr.) nennen die Krönungsriten von Sethos I. in Heliopolis. In der Ägyptologie wird daher vermutet, dass sich Sethos I. während der Feierlichkeiten des Amun-Re-Festes krönen ließ, da die damit verbundenen Zeremonien mit dem Neumond des ersten Schemu-Monats im März begannen.
Unmittelbar nach seiner Krönung führte Sethos I. im Mai (dritter Schemu-Monat) einen Feldzug gegen Retjenu, um seine Handelsrouten zu sichern, und eroberte unter anderem die Stadt Bet Sche’an. Nach seiner Rückkehr „mit sehr viel Beute aus Retjenu“ brachte Sethos I. am 30. Schemu IV (24. Juni 1290 v. Chr.) in Memphis anlässlich des Geburtstages der Gottheit Re-Harachte Siegesopfer dar.
Im dritten bis fünften Jahr seiner Herrschaft führte er sein Heer gegen Syrien, nachdem es im Norden des Landes zur Konfrontation mit den Hethitern, deren Einflussbereich bis nach Nordsyrien reichte, kam. Der hethitische Vasallenstaat Amurru, die Stadt Kadesch und Fenchu konnte von den Ägyptern eingenommen werden. Dies ist durch eine von Sethos I. errichtete Siegesstele in Kadesch und einer Inschrift aus Abydos für einen Gedenktempel von Ramses I. belegt.
In seinem achten Regierungsjahr fand ein Aufstand in Nubien statt, den er innerhalb einer Woche niederschlug. Außerdem kam es zu Kämpfen gegen libysche Volksstämme, die Memphis bedrohten. Wichtige Beamte seiner Regierungszeit waren der Wesir Nebamun und der Schatzmeister Hormin.

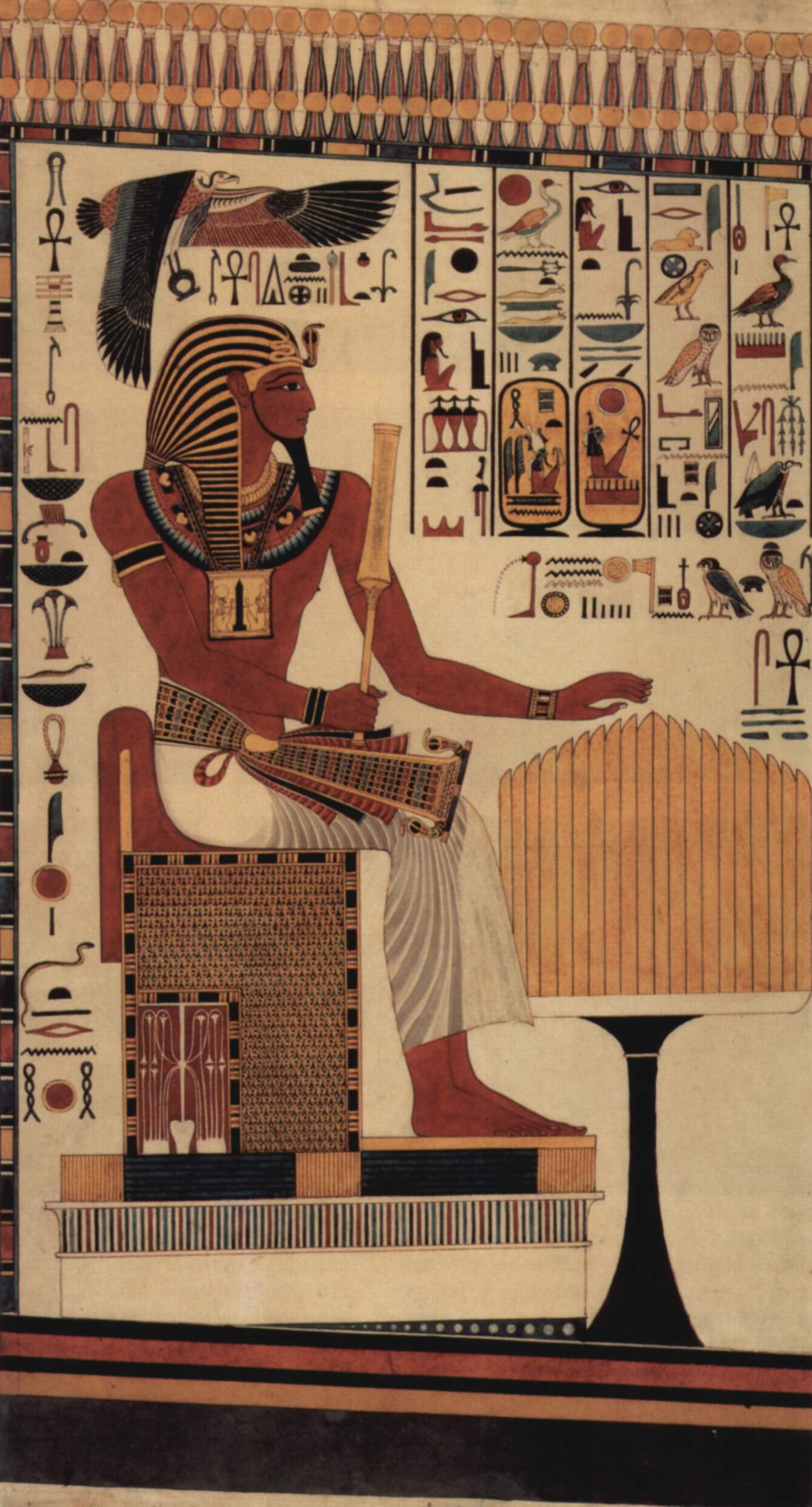
Wandmalerei aus dem Grab Sethos’ I. (Henry W. Beechey, um 1818)

### Bautätigkeit und Königsliste
Sethos I. ließ in Abydos eine riesige Tempelanlage errichten. Der Totentempel Sethos I. ist noch sehr gut erhalten. Hier befindet sich die bedeutende Königsliste von Abydos, die insgesamt 76 Kartuschen mit den Namen seiner Vorgänger nennt. Allerdings ist diese Liste unvollständig, denn sie führt die ägyptischen Könige, die der Damnatio memoriae zum Opfer fielen, nicht auf. Nur einige Schritte weiter befindet sich eine Kapelle für den Königskult.
Neben dem Totentempel Sethos I. (Abydos) ließ er auch den Totentempel in Theben bauen, beide Tempel waren als Millionenjahrhäuser gebaut. Eine weitere herausragende Bauleistung ist die Säulenhalle im Karnak-Tempel in Karnak, die ebenfalls unter seine Regie fällt.
Anlässlich der Ehrung seines Vaters Ramses I. hatte Sethos I. nördlich seines Tempelbezirks in Abydos eine Kapelle mit eigenen Umfassungsmauern errichten lassen. Im Hof der Kapelle ließ er zusätzlich einen Denkstein aufstellen. Ramses II. legte später nördlich auf gleicher Höhe seinen Tempel an.
Im neunten Regierungsjahr feierte Sethos I. am 20. Schemu I in Kanais, etwa 50 km östlich von Edfu, die Einweihung seines Tempels neben einer Brunnenstation, den er der Gottheit Amun-Re stiftete.

### 400-Jahresstele
Der letzte archäologische Fund datiert aus dem 11. Regierungsjahr um 1280 v. Chr. und nennt den 400. Jahrestag des Wiederaufbaus vom Tempel des Seth. Der Kult des Seth entstand unter den Hyksos, die eine Gleichsetzung von Seth mit dem semitischen Baal vornahmen. Der Wiederaufbau und die Vergrößerung des Tempels in Auaris drückte die Verehrung gegenüber dem Bruder von Osiris aus. Die Feier fand noch unter Haremhab statt und der Jahrestag ist auf den 4. Schemu IV im ägyptischen Kalender datiert.

## Grab

Sethos I. als Gerechtfertigter

Sethos I. starb am 26. Schemu III (18. Mai 1279 v. Chr.). Sein eigentliches Königsgrab liegt im Tal der Könige bei Theben und wurde im Oktober 1817 von Giovanni Battista Belzoni entdeckt. Das Grab KV17 ist eines der größten und schönsten Gräber im Tal der Könige. Der Touristenansturm der folgenden Jahrzehnte schadete jedoch den farbenprächtigen Reliefs, so dass das Grab 1978 für die Öffentlichkeit geschlossen wurde und lange Zeit nicht mehr zugänglich war. Aktuell ist es für Besichtigungen geöffnet. 
Der Entdecker Giovanni Battista Belzoni und sein Zeichner Ricci kopierten jedoch die gesamten Wandbemalungen so exakt, dass anhand dieser Vorlagen heute versucht wird, die zerstörten Grabwände wieder zu restaurieren. Als wertvollstes Fundstück des Sethosgrabes gilt der reich verzierte Sarkophag aus Alabaster, der von Belzoni nach London gebracht wurde. Heute ist er im dortigen Sir John Soane’s Museum bei den Lincoln’s Inn Fields ausgestellt.
Die Mumie Sethos I. befand sich zur Zeit der Entdeckung des Grabes allerdings nicht mehr in ihrem Sarkophag. Sie wurde 1881 gut erhalten im Grab des Hohepriesters Pinudjem II. in der Cachette von Deir el-Bahari zusammen mit Mumien der bekanntesten Pharaonen der ägyptischen Antike entdeckt.